# Адак (остров)
А́дак — (англ. Adak Island, алеут. Adax̂, Адаҳ) — один из Андреяновских островов, которые являются частью Алеутских островов. В административном отношении входит в состав штата Аляска, США. Население острова по данным переписи 2010 года составляет 326 человек.

## География

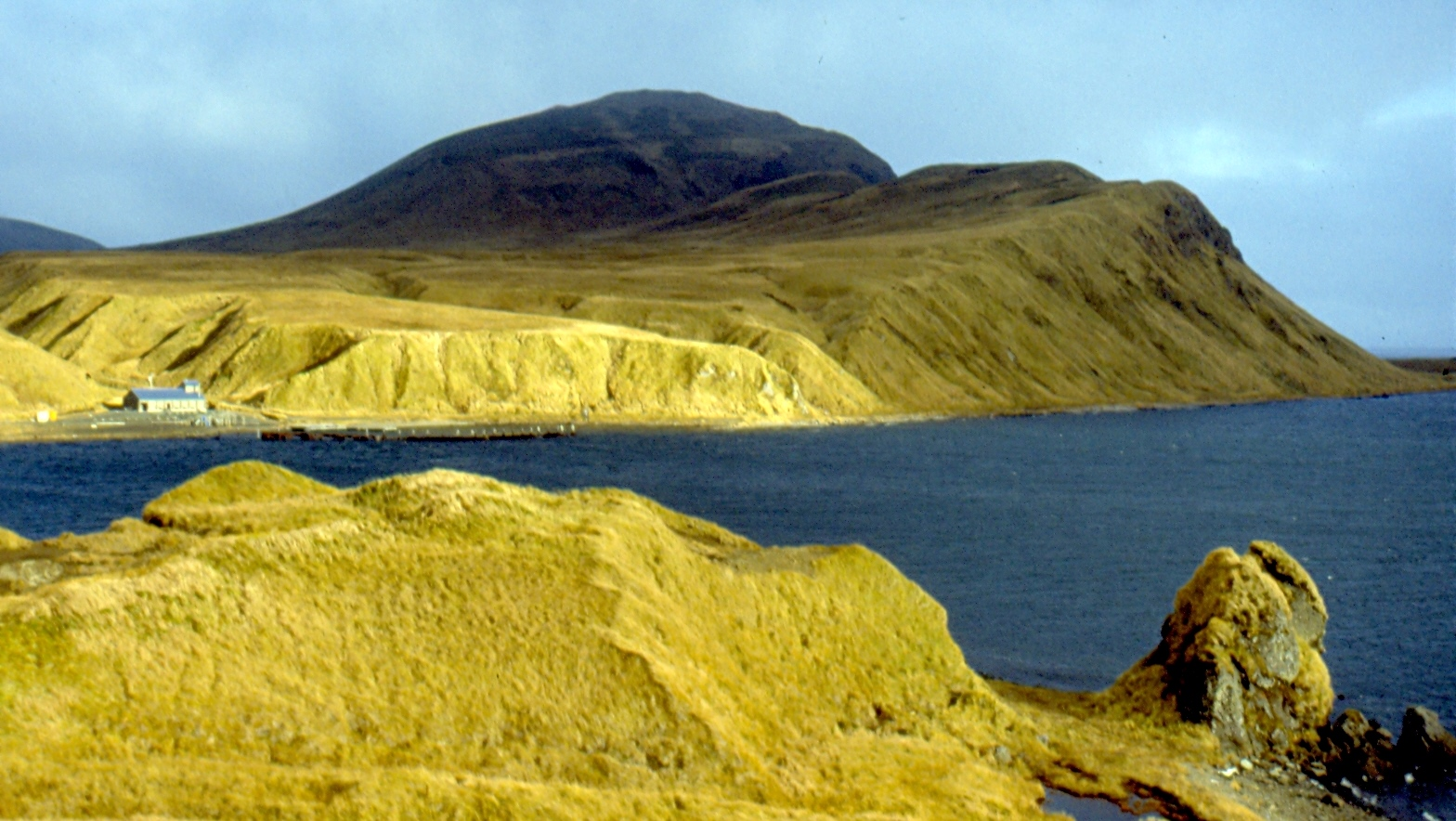
Тундра на острове Адак

Площадь Адака составляет 711,18 км², что делает его 25-м по величине островом США. Остров составляет 54,5 км в длину и около 35 км в ширину. Наивысшая точка (гора Моффетт) имеет высоту 1196 м над уровнем моря и расположена близ северо-западной оконечности острова. Остров горист, покрыт тундровой растительностью, мхами, лишайниками и папоротниками. Находящийся под угрозой исчезновения папоротник Polystichum aleuticum является эндемиком острова Адак.
Климат на Адаке характеризуется как холодный морской, с частыми туманами и осадками.

## История
Остров обнаружен русскими промышленниками в 1753 году, приплывшими на судне «Св. Иеремия». Мореходы обнаружили на острове поселение алеутов, с которыми случился вооруженный конфликт. В 1759 к острову приплыло еще одно русское судно «Св. Владимир», с которого высадились промышленники, также вступившие в конфликт с местными алеутами.
Остров описан под названием Аяга у Г.И. Шелихова в его «Путешествии г. Шелехова с 1783 по 1790 год из Охотска по Восточному Океану к Американским берегам...»:

Остров Аяга содержит в окружности около 150 верст, и на нем есть многие высокие и каменистые горы, промеж которых лежат болота и Тундра; но высокие дерева совсем не ростут. Растения тамошние суть почти теже самые, какие находятся и в Камчатке. Из ягод есть Водяница или Шикша но Голубица изредка попадается. Числа жителей определить не можно, потому что они беспрестанно переезжают на байдарах с одного острова на другой.

В 1867 году территория перешла в состав Северо-Американских Соединённых Штатов в результате сделки с Российской империей. Ныне входит в состав штата Аляска, образованного с 1959 года.

## Транспорт
На острове имеется аэропорт Адак. В настоящее время авиакомпанией Alaska Airlines выполняются два регулярных рейса в неделю в Анкоридж на самолётах Boeing 737. Другая транспортная инфраструктура включает 3 глубоководных дока и топливозаправочные комплексы. На острове имеется около 26 км автомобильных дорог, как с покрытием, так и без.